# Jerónimo Cósida

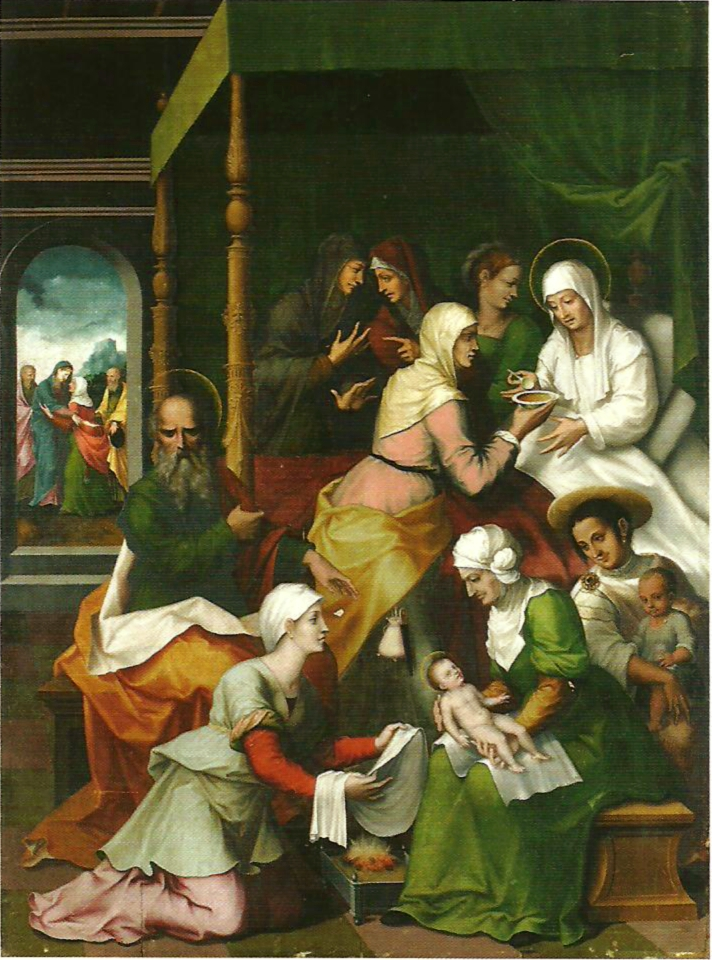
Nascita di san Giovanni Battista, dalla Pala Maggiore e Tabernacolo della Certosa di Nuestra Señora de Aula Dei, 1574-1585, olio su tavola, 147 x 116,5 cm, Museo di Saragozza. Di carattere manierista, figure canoniche stilizzate e influenzate da Raffaello Sanzio e Leonardo da Vinci, questa tavola mette in risalto la composizione nello spazio dei personaggi, così come i bianchi delle stoffe, i contrasti cromatici con il rosso e il verde, la scena di fondo con la visitazione aperta al paesaggio, e una ragazza forse zingara (con la pelle più scura) che indossa gioielli meticolosamente dipinti.

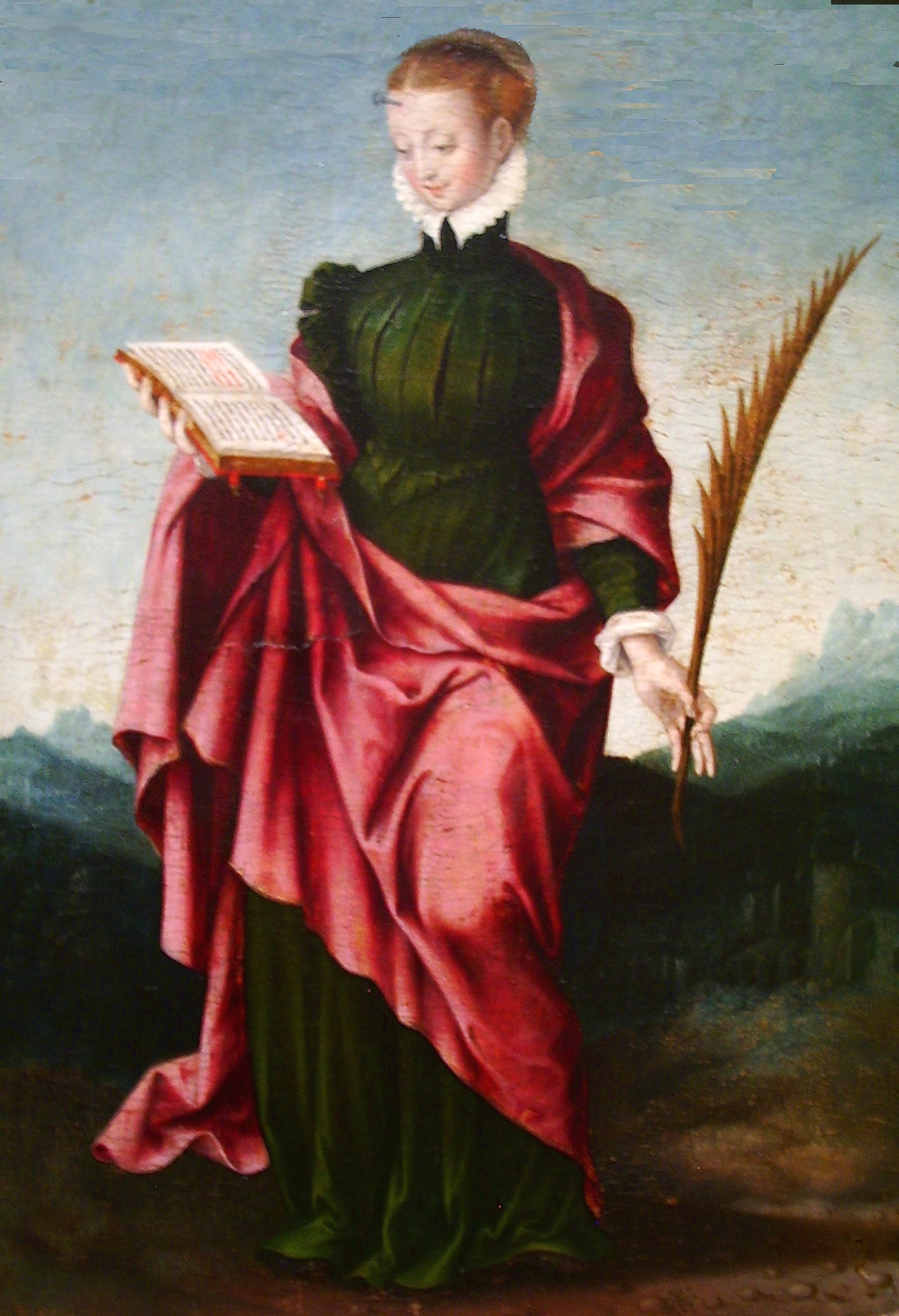
Santa Engrazia, pannello della Pala della Madonna col Bambino nella cappella del carcere della deputazione del Generale del Regno d'Aragona, c. 1569-1572. Rappresentata con il chiodo in fronte con cui fu martirizzata, è una delle figure più delicate del pittore aragonese. Spiccano le pieghe e il dinamismo della posa in morbido contrapposto.

Jerónimo Vicente Vallejo Cósida (1510? – Saragozza, 5 aprile 1592) è stato un pittore, scultore, architetto orafo spagnolo, attivo nella provincia di Saragozza.

## Biografia
Di famiglia nobile si specializò sulla pittura murale e nelle pala d'altare (di cui arrivò a decorare più di venticinque, anche se la maggior parte è andata perduta). Sottolineò il suo meticoloso lavoro —soprattutto nel trattamento della figura femminile— e la grande capacità di lavoro, soprattutto per aver dedicato quasi sessant'anni della sua vita alla pittura.
Gli si attribuisce il merito di aver introdotto il Raffaelismo in Spagna, forse in conseguenza di essersi allenato a Valencia con Vicente Masip visto che non si è mai recato in Italia. Si riconoscono anche influenze del Dürer; soprattutto nel disegno, che padroneggiava perfettamente. Fu consigliere artistico di Hernando de Aragón all'epoca arcivescovo di Saragozza (che a sua volta era il suo principale mecenate), che gli permise di lavorare alla cattedrale del Salvatore insieme a Pedro Morone e mantenere una propria bottega in città.
Grande innovatore e introduttore della pittura rinascimentale in Aragona, insieme all'italiano Tommaso Peliguet, il suo stile si distingue per la meticolosità dei dettagli, l'eleganza dei gesti e dei volti, la stilizzazione del canone e le elaborate composizioni spaziali.

## Opere
La sua prima opera conservata consiste in tre dipinti nella chiesa di Santa Maria a Bulbuente (Saragozza) e la d'altare di San Giovanni Battista nella Cattedrale di Nostra Signora dell'Orto, risaliente agli anni 1530. Il suo linguaggio si è evoluto dalla metà del XVI secolo verso un manierismo che ha assimilato gli insegnamenti di maestri come Raffaello Sanzio — principale ispiratore della sua opera — o Leonardo da Vinci, come si può vedere nella tavola Nascita di san Giovanni Battista nella certosa dell'Aula Dei, dipinto intorno al 1580, una delle sue migliori opere. In esso il personaggio di Zaccaria è tratto da Raffaello e dalla dama in verde che porta in grembo Giovannino, di Leonardo.
Del suo lavoro vale la pena di menzionare:
- Pala d'altare maggiore per il monastero reale di Santa Maria de Veruela
- Martirio di san Giovanni Battista, c. 1540-1545, olio su tavola, 68 x 37 cm Museo di Saragozza
- San Lorenzo, c. 1540-1545, 68 x 31 cm, Museo di Saragozza
- Pala d'altare di San Giovanni Battista, 1542, della Cattedrale di Tarazona
- Pala d'altare, 1545-1550, chiesa parrocchiale di Valderrobles 
  - Incoronazione della Vergine, appartenente alla pala d'altare maggiore della chiesa di Valderrobles , 1545-1550, olio su tavola, 120 x 98 cm, esposto nel palazzo arcivescovile di Saragozza
- Progetto per la cappella di Hernando de Aragón, 1550, dedicata a San Bernardo, a cattedrale del Salvatore, Saragozza
- Annunciazione, c. 1550, olio su tavola, 65 x 51 cm, Museo delle Belle Arti di Bilbao
- Pala d'altare della chiesa parrocchiale di Trasobares
- Pala d'altare, 1550-1552 ca, della chiesa parrocchiale di Pedrola
- Pala dei Santi Pietro e Paolo, chiesa di San Paolo (dove è sepolto)
- Pala della Vergine, Museo di Saragozza
- Pala della Passione di Cristo. Eremo della Vergine di Pueyo, Valtorres
- Pala della Dormizione, ex pala d'altare principale della chiesa del monastero di Santa Maria de la Caridad a Navarra, oggi nel Museo del Monastero. Nello stesso luogo si trova un'originale rappresentazione della Trinità.
- Progetto per le sculture del Trascoro de la Seo, Saragozza (c. 1557)
- Pala della Decapitazione di san Giovanni Battista, chiesa della Vergine dei Re, Calcena
  - Pannello centrale: Decollazione di San Giovanni Battista
- Pala d'altare della Madonna col Bambino, dalla cappella del carcere della deputazione del Generale del Regno d'Aragona, tempera a olio e olio su tavola di pino, 304 x 177 cm, Museo de Zaragoza
- Noli me tangere,c. 1570, olio su tavola, 62 x 46,5 cm, Museo del Prado di Madrid
- Pala d'altare maggiore e tabernacolo della Certosa di Nostra Signora dell'Aula Dei, 1574-1585, olio su tavola:
  - "Nascita di San Giovanni Battista", 147 x 116,5 cm, Museo di Saragozza
  - «Adorazione dei Magi», 160 x 133 cm, Chiesa Parrocchiale di Villamayor Saragozza
  - "San Giovanni Battista", 130 x 61 cm, Museo di Saragozza
  - «Il profeta Isaia», 130 x 61 cm, Museo di Saragozza

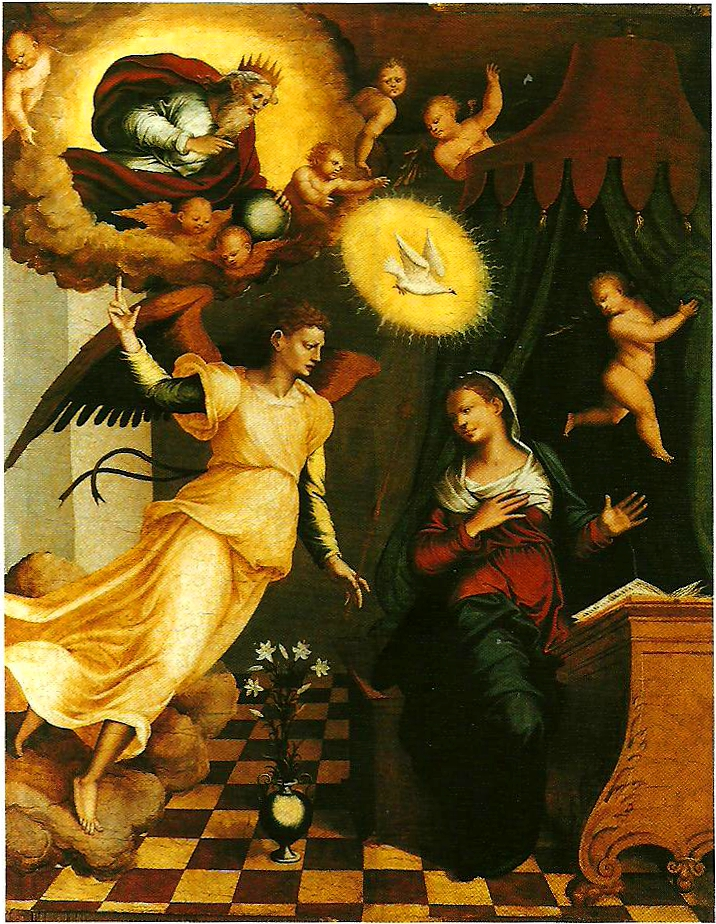
Annunciazione, c. 1550
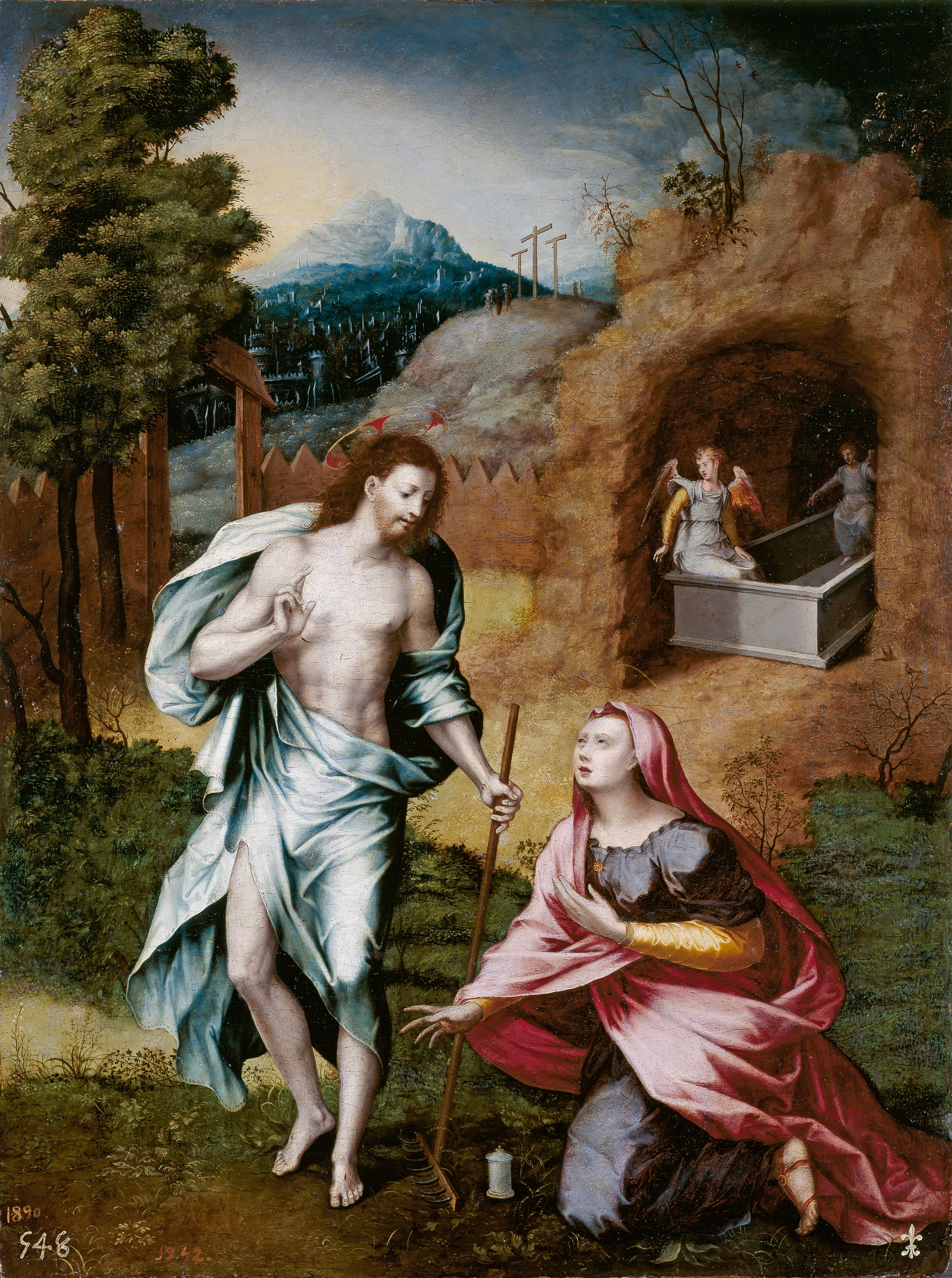
Noli me tangere, c. 1570
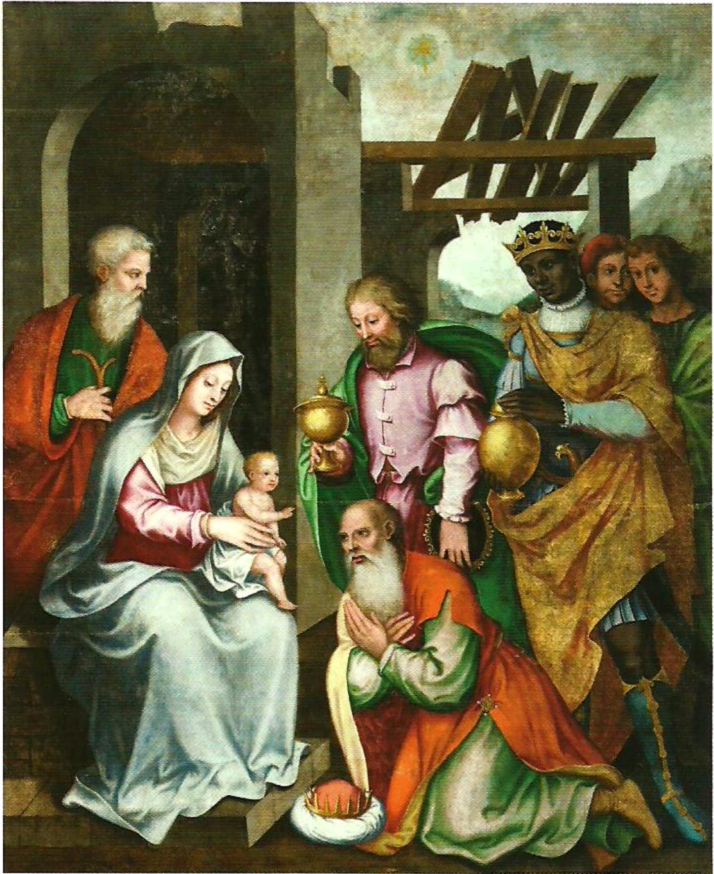
Epifania, c 1580
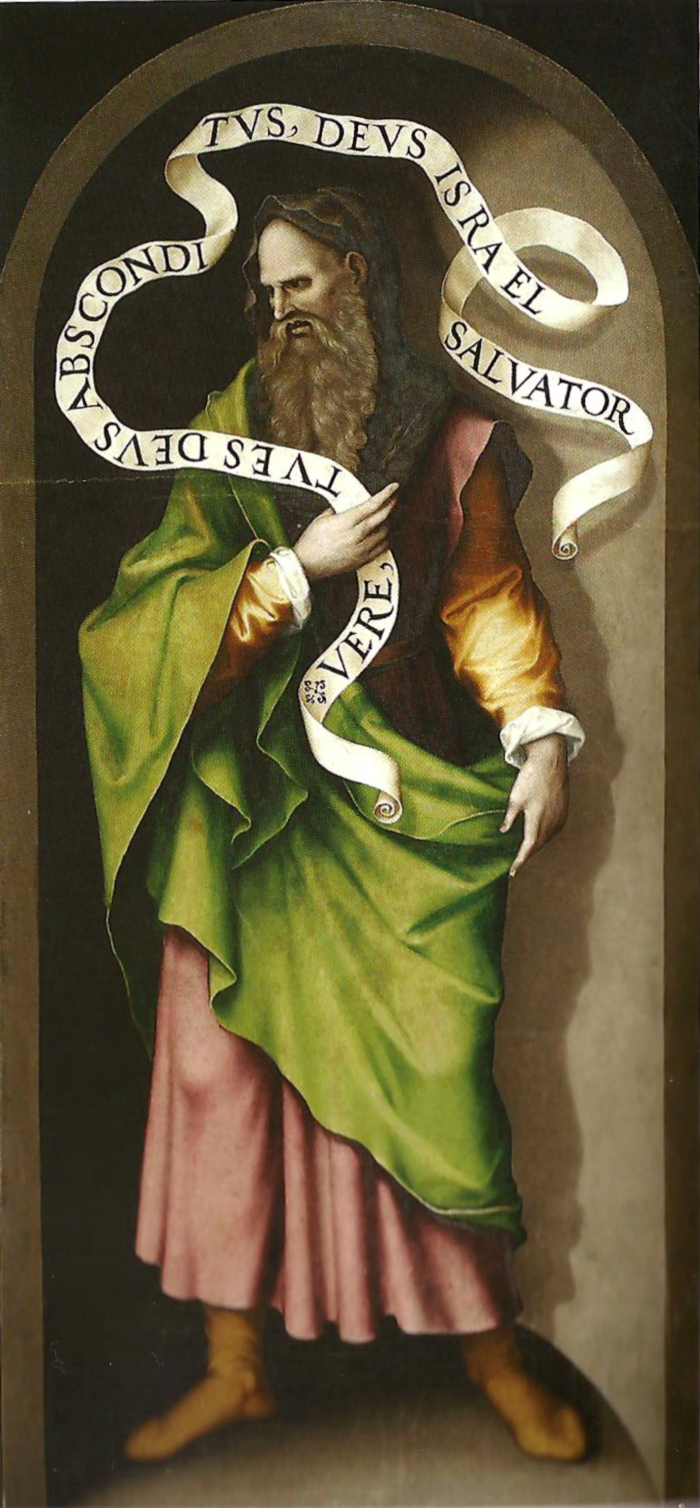
Isaia, c. 1580